# 滝口太郎
滝口 太郎（たきぐち たろう）は、東京女子大学現代教養学部国際社会学科（国際関係専攻）教授。専門は、アジア国際関係論。

## 経歴
- 1974年 - 成蹊大学法学部政治学科卒業
- 1976年 - 成蹊大学大学院法学政治学研究科政治学専攻修了（修士課程）
- 1976年 - 世界経済情報サービス研究員（～1985年）
- 1985年 - 日本貿易振興会海外調査部（～1990年）
- 1990年 - 千葉敬愛短期大学助教授（～1997年）
- 1997年 - 敬愛大学助教授（～1998年）
- 1998年 - 東京女子大学助教授（～2000年）
- 2000年 - 東京女子大学教授

## 著書
- 1989年 - 「体制改革下の中国社会主義」『社会主義と現代世界（第3巻）』 山川出版社
- 1994年 - 「不平等条約体制と『革命外交』」『20世紀の中国：政治変動と国際契機』 東京大学出版会
- 2000年 - 「党軍関係と中央統制の物理的基礎」『現代中国の構造変動（第4巻・政治）』 東京大学出版会
- 2008年 - 「中国の軍事力強化に伴う軍事戦略の変化と軍事行動様式の変化」『中国の安全保障政策について』 平和・安全保障研究所